# チャシ

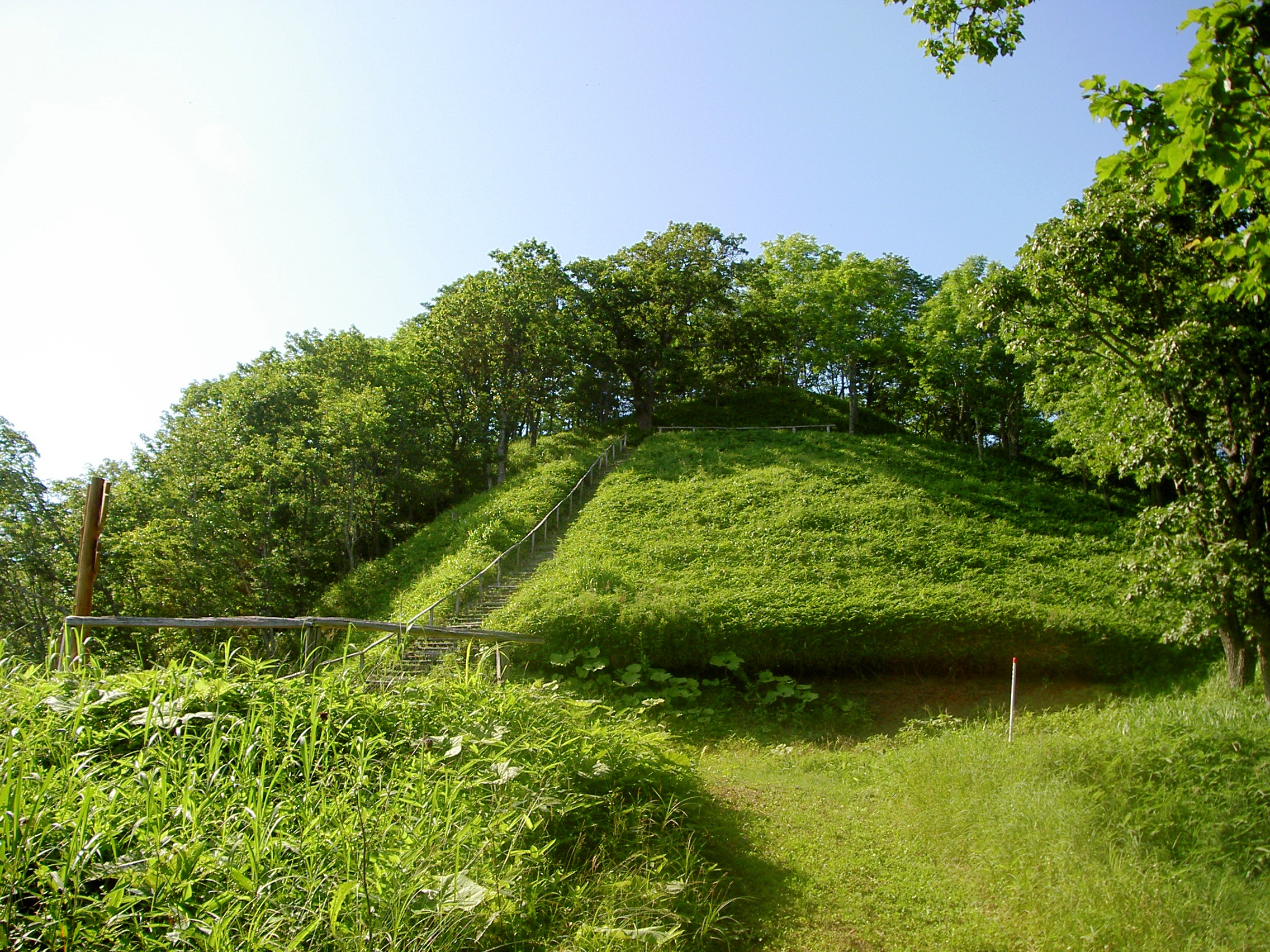
埋蔵文化財包蔵地として周知されているチャシの山﨑岬。（2006年7月・山﨑山林）

チャシは、アイヌが16世紀から18世紀にかけて根室半島を中心に北海道の各地に築造していた城である。
根室市に存在するチャシ跡の一部は国指定史跡となっている。

## 概要

### 語源
チャシはアイヌ語で「砦」や「館」、「柵囲い」を意味する。
知里真志保は「チャシとは山の上にあって割木の柵を巡らせた施設を指す語であるとされる」としているが、現役のチャシは存在しないため、正しくは「チャシの跡」という意味の「チャシコツ」というアイヌ語を使うべきであると指摘する研究者も存在する。

### 種類別の呼び方
- チャランケ・チャシ[7] - 討論や協議の場に使われるチャシ[7]
- ピラ・チャシ[7] - 断崖の上にあるチャシ[7]
- インガラ・チャシ[7] - 展望を目的としたチャシ[7]
- キムン・チャシ[7] - 山の中にある山砦[7]
- ポロ・チャシ[7] - 大型のチャシ[7]
- ハチヤコ・チャシ[7] - 小型のチャシ[7]
  - 函館山の峰のエゾタテ山（蝦夷館山）にあったチャシがこの種類。函館の地名の起源説の一つ[7]

## チャシの出現
チャシがアイヌ族の施設として一般的であったのは16世紀から18世紀、つまり近世アイヌ文化期であると考えられている。文献史料での最古の例が、1731（享保16）年成立の弘前藩官撰史書の『津軽一統志』におけるシャクシャインの戦いの記録の内であることもこれと符合する。
チャシの成立時期は不明であるが、擦文文化期の遺物や遺構を伴うチャシコツが見つかっていないことから、宇田川洋は最も古くても14世紀が限界ではないかと指摘している。

## チャシの用途
チャシは以下のように使用されていた。
- 戦闘[1]
- 祭事[1][4]
- 集会[1]
- 資源の監視[4]

近年までは「チャシは砦の役割を果たしていた」という認識がされていたが、発掘調査によって様々な行事に使用されていたことが判明している。

## チャシの構造
チャシは基本的には高い場所に築かれ、壕や崖などで周囲と切り離された施設である。チャシへの登り口はチャシルと呼ばれる。チャシルは非常に傾斜がきついのが一般的で、梯子を使わなければ入れないようなチャシコツもある。1643年にオランダの商船カストリクム号が残した記録中のチャシは山の上に人間の身長の1.5倍ほどの柵を張り巡らしたもので、チャシルは急峻な小径となっており、柵の内部には2，3軒の住居が存在していた。
チャシの形状の分類法は幾つかあるが、最も広く用いられているのは1956年に河野広道が『網走市史』において用いた4分類である。
孤島式
平坦地あるいは湖の中に孤立した丘あるいは島を利用したもの。
丘頂式
山や尾根の頂の部分を利用したもの。
丘先式
突出した台地（たとえば丘や岬など）の先端を利用したもの。
面崖式
崖地の上に半円形の壕を築き、その内部をチャシとするもの。チャシの構造の中で最も一般的なものである。
以上の4分類の中では孤島式と丘頂式が古く、次いで丘先式が現れ、面崖式が最も新しい形式ではないかと見られている。
チャシの築造に必要とされた労働力は、およそ100人から125人/日と考えられており、一般的なコタンであればチャシの築造には一ヶ月ほど要したのではないかと推測されている。

## 研究状況
1976年に北海道教育委員会が行った調査では、341箇所のチャシ跡が確認されている。現在では500箇所以上のチャシ跡が見つかっている。北海道（日高支庁）沙流郡の平取町にある二風谷遺跡のように大規模な発掘や調査が行われたチャシもある。
チャシには、北方ユーラシアのゴロディシチェやカムチャツカ半島のオストローフィとの構造における類似点がいくつか見出されている。ゴロディシチェはユーラシア北部に広く分布する砦の一種であり、同様のものがラテン語ではoppidum、ドイツ語ではburg、英語ではboroughやhillfortと呼ばれる。構造上チャシに最も近いのはブリテン島のヒルフォートであるが、これらユーラシア大陸の施設とチャシの関係は全く判っていない。